# 大城光恵
大城 光恵（おおしろ みつえ、1965年5月3日 - 2023年2月5日）は、日本の女性シンガーソングライター。宮崎県宮崎市出身。本名は長嶺光恵（ながみね・みつえ）。

## 来歴
幼稚園時、音楽教室の初等科レッスンに通学するも、家計がさほど裕福でなかったことを気にかけ、3年で退会。以降、独学で音楽と触れ合い、11歳の頃、ラジオで洋楽にのめり込んだ。バンドを組みたいという夢を持つが中学1年の夏に転校があったことで夢は遠のき、お年玉でギターを購入し、オリジナルソングの制作・歌唱を始める。のちに念願のバンドを結成し、1980年、中学3年生で ヤマハ音楽振興会主催のポピュラーソングコンテスト（ポプコン）宮崎地区大会にてバンドメンバーの制作曲で出場する予定であったが、次予選でメンバーが欠席し、仕方なく自身の曲で出場したところ、県グランプリを受賞する。
宮崎女子高等学校(現：宮崎学園高等学校)在学中の1982年10月3日、第24回ポプコンに出場。3回の敗者復活の末、本田美緒に提供した曲『哀ダンサー』（編曲：鷺巣詩郎）がグランプリを受賞する。同年10月31日、ヤマハ音楽振興会主催の「第13回世界歌謡祭」において、同曲が入賞に選ばれた。大城がプロデビューするきっかけとなった出来事である。
1992年7月8日、1stシングル『中年よ大志を抱け』（大和証券CMソング・ニッポン放送「高嶋ひでたけのお早よう!中年探偵団」主題歌）で東芝EMIからシンガーソングライターとしてメジャー・デビュー。同年11月21日発売の2ndシングル『青年よ大志を抱け』からキングレコードに移籍。2作連続大和証券CMソングとして使用され、ソロ活動を本格的に始める。
1993年7月1日発売の3rdシングル『以心伝心しよう』がNHK「みんなのうた」に使用される。
1995年12月21日発売の6thシングル『水色の冒険』を最後に歌手活動を休止。地元である宮崎市へ帰郷。
結婚後、実母が脳出血にて倒れ、アーティスト活動を休止し介護に専念。CMソングなど、内職できる作詞作曲業を細々続け、出産し、育児と介護の兼業に勤しんだ。
2008年、宮崎県を中心とした、ミニライブ・イベントなどで活動を続ける。
2009年、Myspaceにて未発表曲「たんぽぽのカノン」（Myspace内では発表済）を含むアルバムの制作予定があることを発表、再アレンジされた同曲を2009年12月16日よりインターネットにて配信開始することを決定した。
育児に一段落し、ライブ活動を再開。しかしその矢先に病にかかり、療養生活となる。
2017年晩秋、宮崎県諸塚村での『ぎやな祭』のゲストライブに参加。
2023年2月5日、乳がんと肺炎のため、宮崎市内の病院で死去。通夜・告別式は親族、近親、友人で執り行われた。57歳没。

## エピソード
数多の歌手に楽曲提供を行いCMソングを担当（後述）。椎名へきるへの提供曲『せつない笑顔』など。デビュー当時は、山移高寛が楽曲制作者として参加。小林製薬の衛生雑貨「サラサーティ」や大手量販店コジマなどのサウンドロゴを制作。

## 作品

### シングル
- 中年よ大志を抱け 【1992年7月8日：TODT-2892】
  - 中年よ大志を抱け （大和証券CMソング／ニッポン放送「高嶋ひでたけのお早よう!中年探偵団」主題歌）
  - 中年世代を励ます応援歌
  - Believe Me （河合塾CMソング）

- 青年よ大志を抱け 【1992年11月21日：KIDS-120】
  - 青年よ大志を抱け （大和証券CMソング）
  - 「中年よ大志を抱け」では中年世代を励ます歌詞だったが、本曲は若い世代を励ます歌詞になっている。
  - 娘達よ大志を抱け

- 以心伝心しよう 【1993年7月1日：KIDS-135】
  - 以心伝心しよう （NHKテレビ「みんなのうた」／関西／中国／九州セルラーTVCMソング）※ 1994年、上谷麻紀によりカバーされている。
    - なお、この曲はそれ以前に出身地：宮崎県の放送局・エフエム宮崎の「セーフティドライブキャンペーン」とのタイアップで「大城光恵 with エフエム宮崎アナウンサーズ」という別歌詞・別アレンジのバージョンも企画・発表（CD発売されたかどうかは不明）されている。

  - ひまわり （JR九州「サッポロビヤトレイン」TVCMソング）

- パパラギの詩 【1994年4月30日：KIDS-181】
  - パパラギの詩 （富士サファリパークCMソング）
  - ごはんを食べたら

- はだしの果実 【1994年6月21日：KIDS-194】
  - はだしの果実 （NHKテレビ系ドラマ「ゆっくりおダイエット」より）
  - Kissまで待てない

- 水色の冒険 【1995年12月21日：KIDS-259】
  - 水色の冒険 （NTV系「輝け!噂のテンベストSHOW」挿入歌／「積水化学グループ」CMソング）
  - 初恋は始まらなかった

### 配信シングル
- たんぽぽのカノン 【2009年12月16日】
  - 15年間封印されていた楽曲となるが、当時のアレンジャーである生方ノリタカの声掛けにより再アレンジ版が実現した[8]。

- 『KOKOROYORI』【2018年2月23日】

### アルバム
- 空を見ようよ 【1993年9月3日：KICS-337】

1. 空を見ようよ
2. 以心伝心しよう
3. 猫になる日
4. 夕なぎ
5. Kissまで待てない
6. アイドルには勝ってやる
7. 19才
8. ひまわり
9. バラリンボンの唄
10. 娘達よ大志を抱け

- 海へ行こうよ 【1994年7月21日：KICS-422】

1. 一緒に歩いてゆける
2. はだしの果実
3. 彼女
4. 雨がやんでも
5. もう大丈夫
6. ごはんを食べたら
7. パパラギの詩
8. 水色の冒険
9. 青年よ大志を抱け※ シングルとは別バージョン
10. のらびととウクレレ

### 未発表曲
- たんぽぽのカノン
  - 『水色の冒険』の次にリリース予定だったが、直前でレコード会社より待ったが掛かったため、結局リリースされず終いになった。作曲時、自殺が社会問題となっていたため、「自殺なんてしないで生きてほしい」という気持ちを込め書かれたことが本人より語られている。2009年、再アレンジ版をネット配信することが決定（前述「ネット配信シングル」の項に詳細記載）。15年前にレコーディングされた当バージョンは11月を以て配信終了されている[9]。

- あなたにプロポーズ
  - 付き合いの長い恋人同士の話で、彼からのプロポーズを待ち切れずに彼女からプロポーズするという内容。

※ これらの楽曲はMyspaceにて視聴可能、なお視聴プレーヤーの「歌詞」にて、各曲にまつわるエピソードが記載されている。

### 未CD化楽曲
- 「君と君の夢の力」 
  - UMKスポーツ応援団キャンペーンソングとして作られた。音源はテレビ宮崎にしかないが、一度関連会社のFM宮崎の番組で放送された事がある。後にアルケミストのカバーが作られ、現在アルケミストのカバーが使われている。

### 楽曲提供
- 黒木晴香 「Station-dream on the cable-」（宮崎ケーブルテレビ開局10周年記念イメージソング、作詞・作曲）
- 椎名へきる 「せつない笑顔」（作詞・作曲）
- 中川顕一 「僕のシルシ」（作詞）
- 久川綾 「大阪なにわんソウル」（作詞）
- 本田美緒 「哀ダンサー」（作詞・作曲） ※ デビュー前に提供
- 森口博子  「いっしょに歩いてゆける」「猫になる日」（作詞・作曲）
- e-vox 「はるか」
- 「バトルアスリーテス大運動会 スーパースター列伝」シリーズ（作詞）

など

### 参加
- パクパク ポァーン （運動会用アルバム『運動会 サミーもうこわくない』より、歌手として参加）
- 橋の日の歌 （第5回「橋の日（橋の日サミットinみやざき2006）」記念テーマソング、歌手として参加）

など